# Клас-Ерік Зверінґ
Клас-Ерік Зверінґ (нід. Klaas-Erik Zwering, 19 травня 1981) — нідерландський плавець.
Призер Олімпійських Ігор 2004 року, учасник 2000 року.
Призер Чемпіонату світу з водних видів спорту 2001 року.
Чемпіон Європи з водних видів спорту 1999 року.